# Stuttgarts universitet
Stuttgarts universitet, Universität Stuttgart, är en högskola i Stuttgart med tyngdpunkten förlagd till tekniska ämnen. Sju av tio fakulteter motsvarar ett tekniskt universitet.
Universitet grundades 1829 som Vereinigte Real- und Gewerbeschule. År 1876 blev skolan en teknisk högskola. År 1967 fick man det nuvarande namnet. Den största delen av universitetet finns sedan 1959 i Vaihingen i Stuttgart. I centrala Stuttgart återfinns universitetets fakulteter för samhällsvetenskaper och arkitektur.

## Berömda lärare elleralumner
- Carl von Bach
- Gunnar Birkerts
- Paul Bonatz
- Otto Lueger
- Golo Mann
- Frei Otto